# قداد أشيب
قداد أشيب أو همستر أشيب (الاسم العلمي:Cansumys canus) هو نوع من الحيوانات يتبع جنس قداد كانسو من فصيلة الفأرية.